# 薩吉泰特山
77°31′S 162°58′E / 77.517°S 162.967°E
薩吉泰特山是南極洲的山峰，位於維多利亞地，屬於阿斯加德山脈的一部分，處於弗林特嶺西面，海拔高度850米，現時由南極條約體系管理。